# (19136) Strassmann
(19136) Strassmann (1989 AZ6) – planetoida z pasa głównego asteroid okrążająca Słońce w ciągu 4,19 lat w średniej odległości 2,6 j.a. Odkryta 10 stycznia 1989 roku. Nadano jej nazwę na cześć niemieckiego naukowca, Fritza Strassmanna, współodkrywcy rozszczepienia jądra uranu.